# Blevins
Blevins es una ciudad situada en el condado de Hempstead, Arkansas, Estados Unidos. Tiene una población estimada, a mediados de 2022, de 279 habitantes.

## Geografía
La localidad está ubicada en las coordenadas 33°52′17″N 93°34′41″O / 33.87139, -93.57806 (33.871251, -93.578187). De acuerdo con la Oficina del Censo de los Estados Unidos, tiene una superficie de 2,58 km² de tierra y 0,002 km² de agua.

## Demografía

### Censo de 2020
Según el censo de 2020, en ese momento había 288 personas en la localidad. La densidad de población era 111,63 hab/km². Había 123 viviendas, lo que representaba una densidad de 47,7 por kilómetro cuadrado. El 63,2% de los habitantes eran blancos, el 12,5% eran afroamericanos, el 0,7% eran amerindios, el 19,8% eran de otras razas y el 3,8% eran de una mezcla de razas. Del total de la población, el 22,6% eran hispanos o latinos de cualquier raza.

### Censo de 2000
Según el censo de 2000, en ese momento había 365 personas, 131 hogares y 102 familias en la localidad. La densidad de población era de 140,4 hab/km². Había 152 viviendas, lo que representaba una densidad promedio de 58,7 por kilómetro cuadrado. El 73,15% de los habitantes eran blancos, el 14,25% eran afroamericanos, el 2,47% eran amerindios, el 7,67% eran de otras razas y el 2.47% eran de una mezcla de razas. Del total de la población, el 18,36% eran hispanos o latinos de cualquier raza.
Se contaron 131 hogares, de los cuales 38,2% tenían niños menores de 18 años, 58,8% eran parejas casadas viviendo juntos, 14,5% tenían una mujer como cabeza del hogar sin marido presente y 22,1% eran hogares no familiares. El 19,8% de los hogares eran de un solo miembro y el 11,5% tenían alguien mayor de 65 años viviendo solo. La cantidad de miembros promedio por hogar era de 2,79 y el tamaño promedio de las familias era de 3,21.
En la localidad la población estaba distribuida en: 28,2% menores de 18 años, 10,7% entre 18 y 24, 22,7% entre 25 y 44, 24,4% entre 45 y 64, y 14,0%, 65 o más años. La edad media era de 35 años. Por cada 100 mujeres había 102,8 varones. Por cada 100 mujeres mayores de 18 años había 100,0 varones.
Los ingresos medios de los hogares de la localidad eran de $31.875 y los ingresos medios de las familias eran de $38.750. Los hombres tenían ingresos medios por $25.313 contra los $18.750 que percibían las mujeres. Los ingresos per cápita eran de $11.720. Aproximadamente el 19,6% de las familias y el 22,1% de la población estaban por debajo de la línea de pobreza, incluyendo el 25,9% de los menores de 18 años y el 6,9% de los mayores de 65 años.